# Catharina Charlotta Ribbing

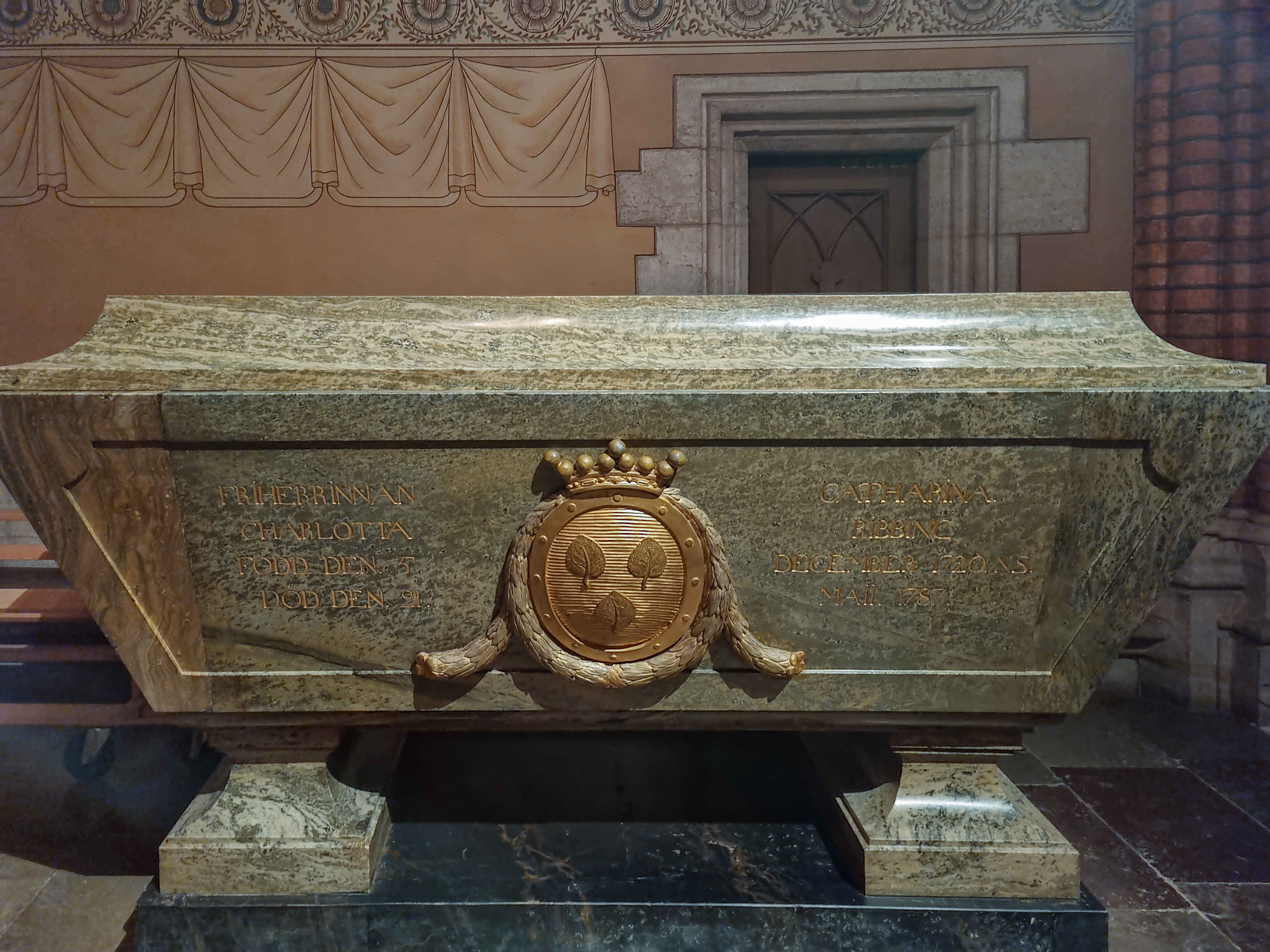
Catharina Charlotta Ribbings grav i Uppsala domkyrka, där födelsedatum är angivet i nya stilen.

Catharina Charlotta Ribbing, född 24 november 1720 (g.s.) i Stockholm, död där 21 maj 1787, var en svensk friherrinna och filantrop.

## Biografi
Catharina Charlotta Ribbing var dotter till generaladjutanten friherre Lennart Ribbing af Zernava och friherrinnan Elsa Elisabet Banér och gift 1743 med Charles De Geer (1720–1778). Tillsammans fick de åtta barn, däribland Charles De Geer (1747–1805) och Charlotte Du Rietz.
Catharina Charlotta Ribbing beskrivs som kraftfull och verksam med intresse för barnuppfostran. Hon var "först inom den högre societeten i Sverige [som] beslöt sig att låta ympa smittkoppor på sina barn", något som väckte stor uppmärksamhet i samtiden och gjorde att en medalj slogs över henne 1756. Hon stiftade 1779 Frötuna fideikommiss, som var ärftligt även på kvinnolinjen. Hon inledde vad som beskrivs som "en fast välgörenhetsinstitution" av familjen De Geer inom Jakobs och Johannes församling i Stockholm.
Efter att ha blivit änka köpte hon 1780 sommarnöjet Svindersvik utanför Stockholm, där hon lät bygga ut och om paviljongen, som har plats för 200 gäster. 
Catharina Charlotta De Geer ligger begravd i Uppsala domkyrka. 

### Övriga källor
- Charles de Geer, urn:sbl:17342, Svenskt biografiskt lexikon (art av E. W. Dahlgren. A. Tullgren.), hämtad 2015-02-17.